# Isothrix sinnamariensis
Isothrix sinnamariensis é uma espécie de roedor da família Echimyidae.
É conhecida por dois exemplares coletados na Guiana e Guiana Francesa. Possivelmente também ocorra no Suriname e Brasil.